# 掛川茶
掛川茶（かけがわちゃ、英語: Kakegawa tea）は、日本の緑茶、および、そのブランドの一つである。掛川茶商協同組合、掛川市農業協同組合、遠州夢咲農業協同組合の地域団体商標であり、「静岡県掛川市産の緑茶」を指している。

## 概要
静岡県掛川市産の緑茶のことを指しており、煎茶の中でも特に深蒸し茶とされることが多い。深蒸しにする事で、渋みが少なく淹れた時には濃い緑色のお茶になる。掛川市は大井川水系と天竜川水系に挟まれ、また丘陵地に茶畑があるため、水や日照に恵まれカテキンが豊富に含まれる。しかし、それによって渋みが増すという欠点もある。日本三大茶の静岡茶の一つとされ、静岡県のお茶の生産量の約1割を占めている。

## 歴史

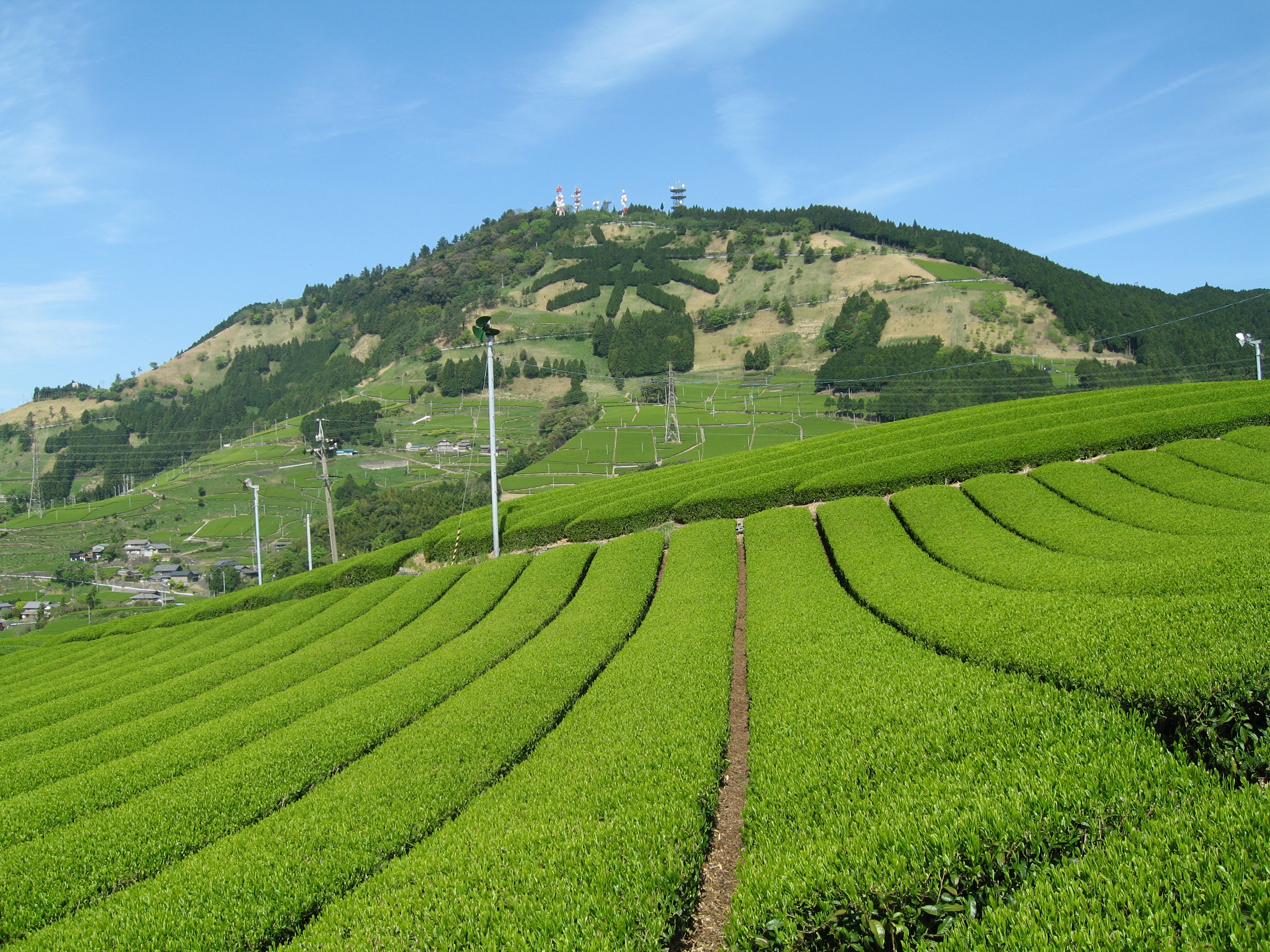
静岡県掛川市の茶園

1572年（元亀3年）頃、遠江国佐野郡高田村の永住寺改築に際して、檀徒数名が京からチャノキの種子を持ち帰り、吉岡原に播いたのが掛川茶の発祥と言われている。また、遠江国佐野郡孕石村においても、庄屋がお伊勢参りの際にチャノキの種子を持ち帰り、農地を開拓して茶の実を播いたとも伝えられている。
1600年、掛川城の城主である山内一豊が峠でお茶を徳川家康にふるまったと伝承されている。
掛川藩およびその一帯には「遠州の二大精神」と呼ばれるやらまいか精神と報徳思想が根付いており、勤勉を尊ぶ気風が強かったため、それぞれの集落が主体となり茶園の開墾や溜池の整備といった農村振興策を熱心に行っていた。江戸時代から明治時代にかけ、牧之原台地が茶園として開拓され生産量が増加した。それにより、海外への輸出も行われるようになった。
1975年頃、20年前から研究されていた深蒸し製法が取り入れられるようになる。
2017年4月、特許庁により「掛川茶」の名称が地域団体商標として認められた。特許庁においては、掛川茶を「静岡県掛川市産の緑茶」と定義しており、掛川市北部を所管する掛川市農業協同組合、掛川市南部を所管する遠州夢咲農業協同組合、および、市内の茶商で構成される掛川茶商協同組合の三者が商標権利者となる。なお、「静岡県掛川市東山産の茶」については「東山茶」として地域団体商標に登録されており、こちらは富士東製茶農業協同組合が商標権利者となる。

## 栽培

### 農法

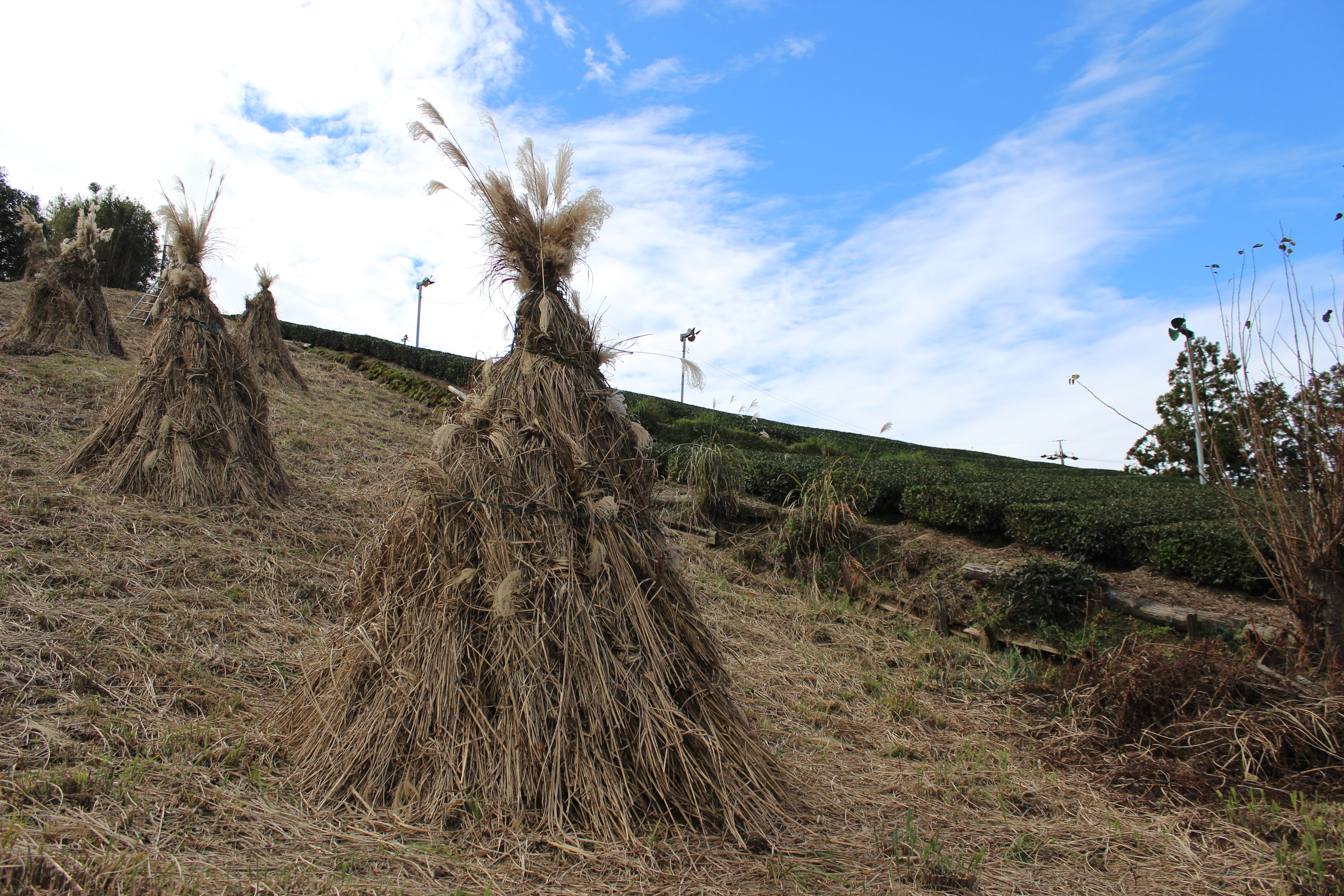
静岡県掛川市の茶園の「かっぽし」

静岡県掛川市の茶園では、茶草場農法が採用されている。ススキやササを茶園に入れる農法であり、現在は静岡県の一部でしかされていない。貴重な生物が生息しており、昨今では珍しい「農家の営み・努力と生物多様性」が両立している農法である。手順は「刈り取り」→「草干し」→「粉砕」→「投入」。尚、草を刈り取る地は「茶草場」と呼ばれる。
2013年、国際連合食糧農業機関により「静岡の茶草場農法」として世界農業遺産に登録された。

### 農業用水
お茶の生産は明治時代から開始されたが、当時は水の確保が困難であった。そこで水不足を解消するため200箇所を超える貯留池（ファームポンド）が設置したり、節水に努めたりすることで水資源を確保した。しかし平成6年渇水での大規模な渇水により水不足になり茶葉が枯れる被害が発生するなど、未だ水不足が解消されていない。
また、近年の渇水に加え2014年に着工した中央新幹線の建設による大井川の流量の減少の為、さらに水不足に陥ることが危惧されている。この件を受けて静岡県は「県民が安心できるレベルの環境影響評価」を実施し、水資源や生態系への影響の推定する事が必要だとしている。

## 定義

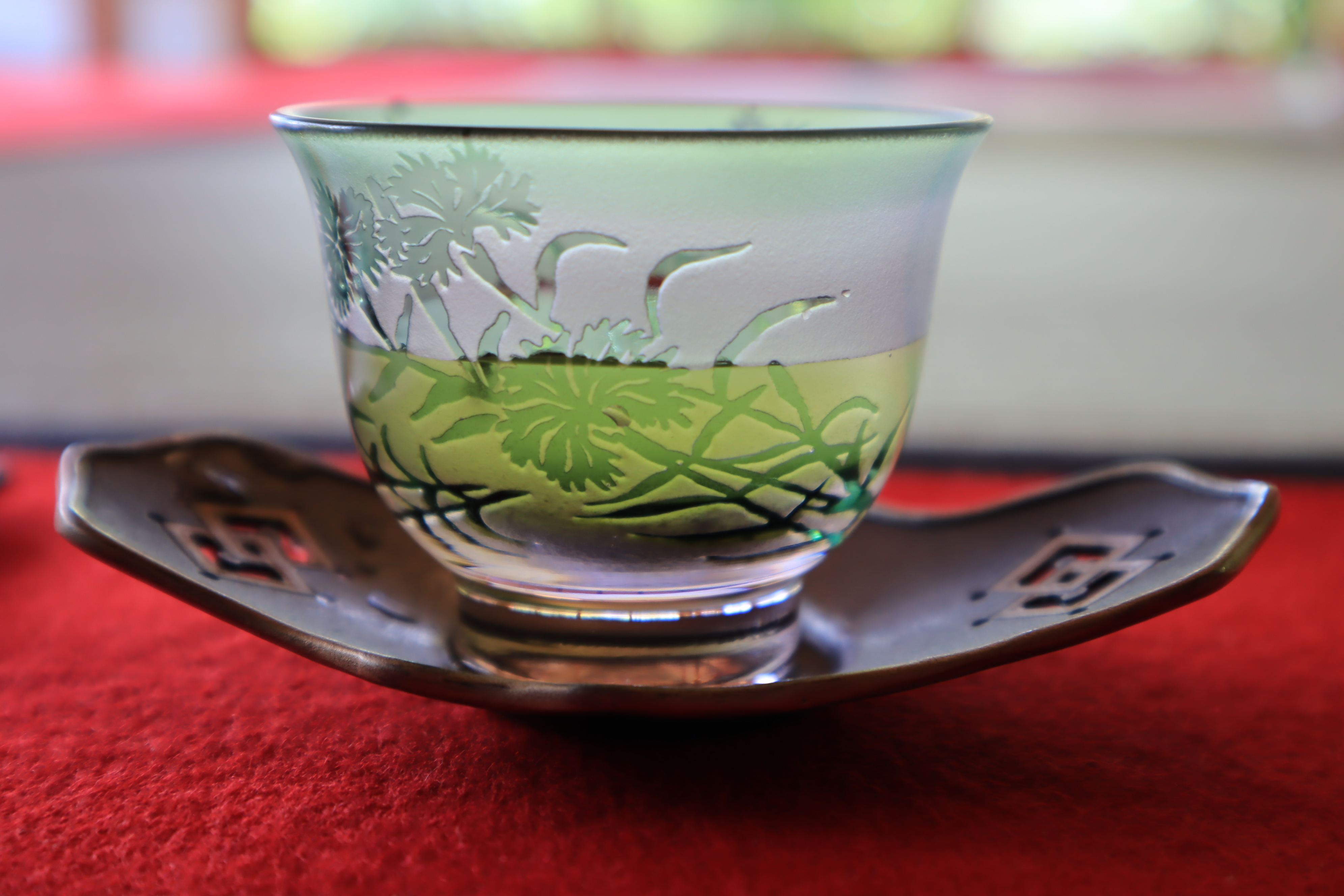
掛川茶で淹れた冷茶

一般的な緑茶の場合、茶園で収穫された茶葉が加工されて「荒茶」となり、さらにそれを加工することで「仕上茶」となり、店頭で販売される。その製造・加工の過程で、複数の産地の荒茶や仕上茶をブレンドし、それを小分けして販売するのは一般的な手法である。複数の銘柄をブレンドして販売するブレンデッドウイスキーと同じく、複数の荒茶をブレンドすることで味や品質を均質化させることができ、ブレンドの巧拙が茶商の腕の見せ所の一つともいえる。従前は、茶葉を摘んだ地ではなく、荒茶を製造した地が「原料原産地」として商品に表記されていた。
一方、掛川茶の場合は、かなり厳格な基準を用いている。静岡県掛川市で生産された荒茶を100パーセント使用する場合のみ「掛川産掛川茶」と表記することになっている。その他の「掛川茶」についても、2006年（平成18年）に基準が定義されたが、2020年（令和2年）4月1日より基準がさらに厳格化された。掛川市で生産された荒茶を75パーセント以上使用しており、かつ、隣接自治体（旧金谷町、旧菊川町、旧小笠町、旧浜岡町、旧袋井市、旧浅羽町、および、森町）で生産される気候・土質・地形・栽培管理・製造方法等が掛川市同等の荒茶であっても25パーセント未満とし、そのほかの荒茶は一切含んでいない場合のみ「掛川茶」と表記できることになっている。
この「隣接自治体」は、あえて平成の大合併以前の旧市町の範囲で指定されている。これは歴史的な背景や、気候・土質・地形・栽培管理・製造方法の共通点などを踏まえたうえで、旧掛川市、旧小笠郡、旧榛原郡金谷町、旧袋井市、旧磐田郡浅羽町、および、周智郡森町の範囲が「掛川茶」の生産範囲であると位置付けたためである。したがって、それ以外の自治体で生産された荒茶が1パーセントでも混在している場合は「掛川茶」と表記することはできない。たとえば、平成の大合併により旧浜岡町は旧御前崎町と合併して御前崎市となったが、旧御前崎町はこの「隣接自治体」の範囲には含まれていない。したがって、もし旧御前崎町の側で生産された荒茶が1パーセントでも混在している場合は、「掛川茶」と表記できないことになっている。同様に、旧金谷町は旧島田市と合併して新制の島田市となったが、旧島田市はこの「隣接自治体」の範囲には含まれていない。したがって、もし旧島田市の側で生産された荒茶が1パーセントでも混在している場合は、「掛川茶」と表記できないことになっている。

## イベント

### 秋のお茶まつり
2021年、10月14日から16日まで「お茶の堤治」にて掛川茶や抹茶入りのくき茶が割引価格で提供され、サービス品として様々な種類の掛川茶が用意された。

### かけがわ茶エンナーレ
2021年、10月16日から11月14日まで「茶緑」にて芸術祭が開催される。そこでは掛川茶を使った「ジン茶ーエール」や「お茶杏仁」が発売されている。

## 栄養成分
以下に主な成分を挙げる。
- カテキン（8種） - 抗がん、コレステロールの抑制、抗酸化などの作用がある。
- ビタミンC - 病気の予防、ストレスへの抵抗などの作用がある。
- テアニン - アミノ酸の一種。集中力の向上、睡眠の質の向上などの作用がある。

尚、カテキンやビタミンCは玉露より深蒸し煎茶の方が多く含まれる。

## がんへの効果
「平成20年から平成24年人口動態保健所・市区町村別統計データ」によると、全国の人口10万人以上の市区の中で、掛川市が男女どちらもガンが原因での死亡率が最も低い。静岡県の多くの自治体が上位にランキングしている事から、お茶の影響に注目する報道もある。

## 商品

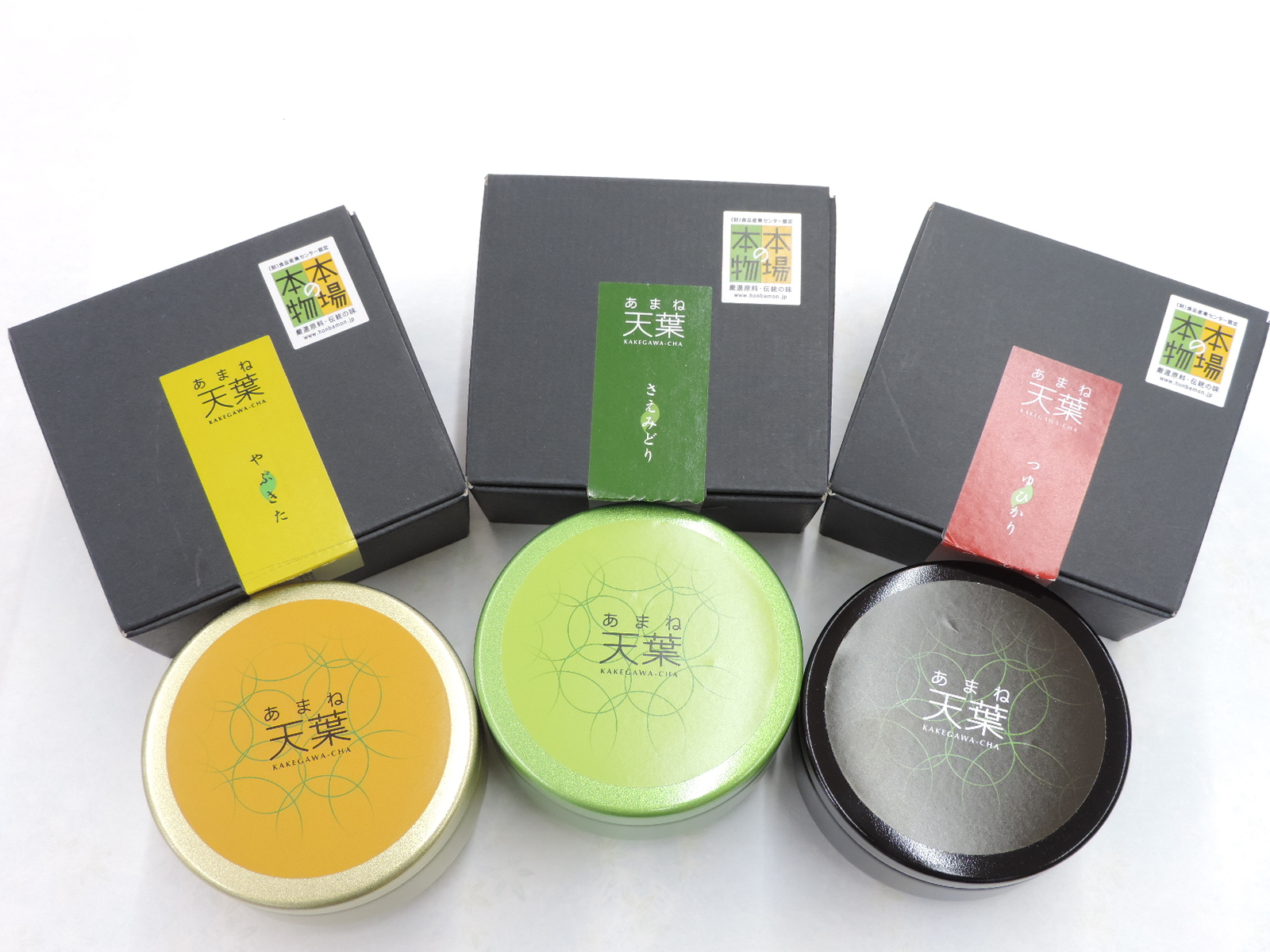
「天音」

掛川茶『天葉 (あまね)』
「さえみどり」「つゆひかり」「やぶきた」を使ったお茶で、品評会で選ばれて「掛川仕上茶品評会」で優勝した茶師が火入れをしたものが『天葉』になる。2015年、静岡県内で初の食品産業センター認定の「本場の本物」に選ばれた。うま味と香りだけでなく、ヘルシーさでも注目をされているという。
「チャバコ」
スティックの粉末茶「チャバコ」が『茶工場直営店「いっぷく」』や『道の駅掛川』など掛川市内5箇所で1グラム×8個、500円で販売されている。種類は「茶草場深蒸し茶」「茶草場ほうじ茶」「茶草場紅ふうき」「有機煎茶」「有機玄米茶」「プレミアム有機抹茶」などである。5種類の「チャバコ」を集め、掛川市にある「ちゃまり場」に行くと「金のチャバコ」を受け取ることができる。

## 取り組み

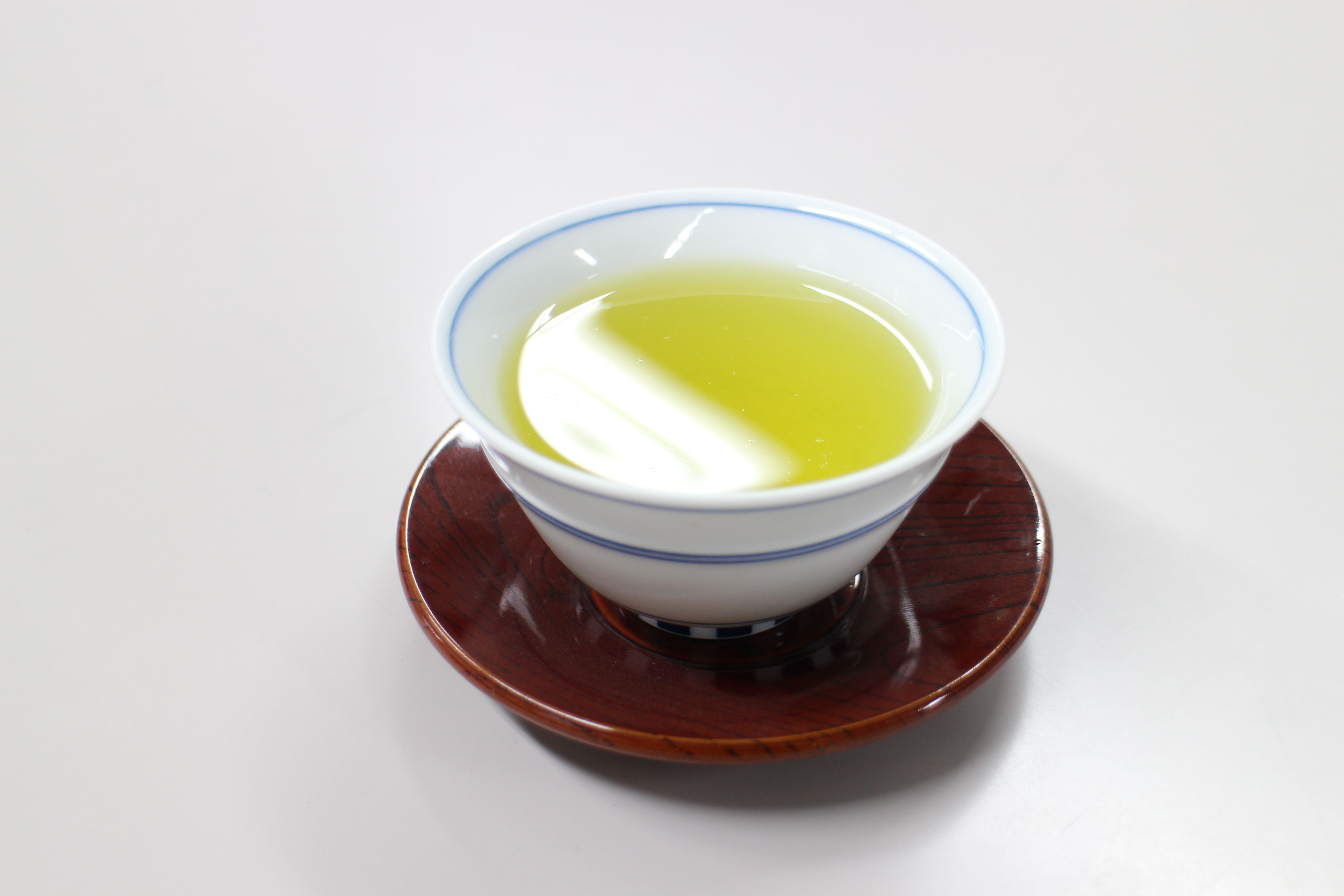
掛川茶で淹れた深蒸し茶

掛川市緑茶で乾杯条例
緑茶の文化、緑茶で乾杯する文化を広め、地域の活性化に貢献することを目的とした条例。この条例では個人の嗜好は尊重するとしている。
掛川茶PRレディ
任期は2年。呈茶サービスや表彰式のプレゼンターなどを務める。時にイベントや行事に派遣され、掛川茶についてPRする。
掛川お茶大使
掛川市に在住、又は出身の掛川茶を愛飲する人の中から任命され、お茶の魅力を情報発信する事を目的としている。平成29年現在、シンガーソングライターやプロゴルファー、アカデミー講師など合計5人が大使として活動している。

## 受賞歴
- 農林水産大臣賞 「深蒸し煎茶の部」 最優秀産地賞 通算22回[2][20]